# Neuberg an der Mürz
Pour les articles homonymes, voir Neuberg.
Neuberg an der Mürz est une commune autrichienne du district de Bruck-Mürzzuschlag en Styrie.

## Géographie
Neuberg se trouve dans la vallée supérieure de la Mürz, au pied des Alpes de Mürzsteg, au nord-ouest de Mürzzuschlag. Ce bourg montagnard s'étire selon un axe Nord-Sud ; il est irrigué en son milieu par la rivière Mürz. À la suite de la réforme administrative du 1er janvier 2015, Neuberg an der Mürz inclut les communes de Altenberg an der Rax, Kapellen et Mürzsteg.

## Histoire
Le duc Othon d'Autriche avait fondé à cet endroit une abbaye cistercienne en 1327, que l'empereur Joseph II sécularisa en 1786. L'édifice conserve encore pour l'essentiel son caractère médiéval. C'est aussi à Neuberg qu'a été paraphé l'acte de succession de 1379 qui décidait de la répartition de l'héritage des Habsbourg entre les différentes branches.

## Industrie
La haute vallée de la Mürz a connu une industrie minière depuis le XVe siècle, en particulier dans la région de Altenberg an der Rax. Un haut-fourneau a fonctionné à Neuberg dans la période 1860-1865. Le chemin de fer l'a atteint en 1879. Le plus grand marteau-pilon de la monarchie au XIXe siècle, actionné par la vapeur (Dampfhammer en allemand), s'y trouvait. Des fabrications pour les locomotives (ressorts par ex.) y ont été transférées depuis la fermeture de l'usine de Eibiswald en 1905, avant un nouveau transfert en 1926 vers le grand complexe de Donawitz.

## Galerie

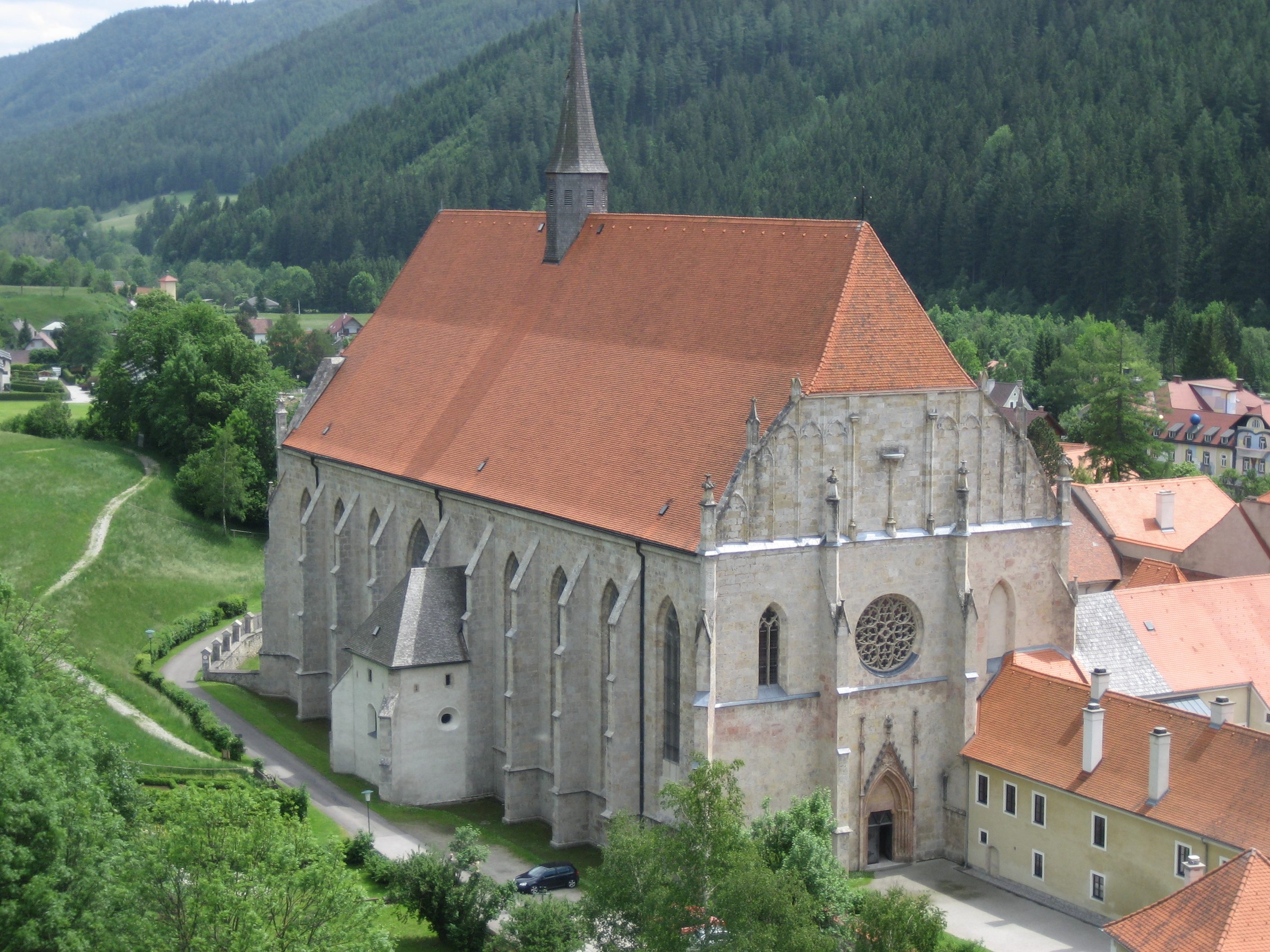
L'abbaye cistercienne
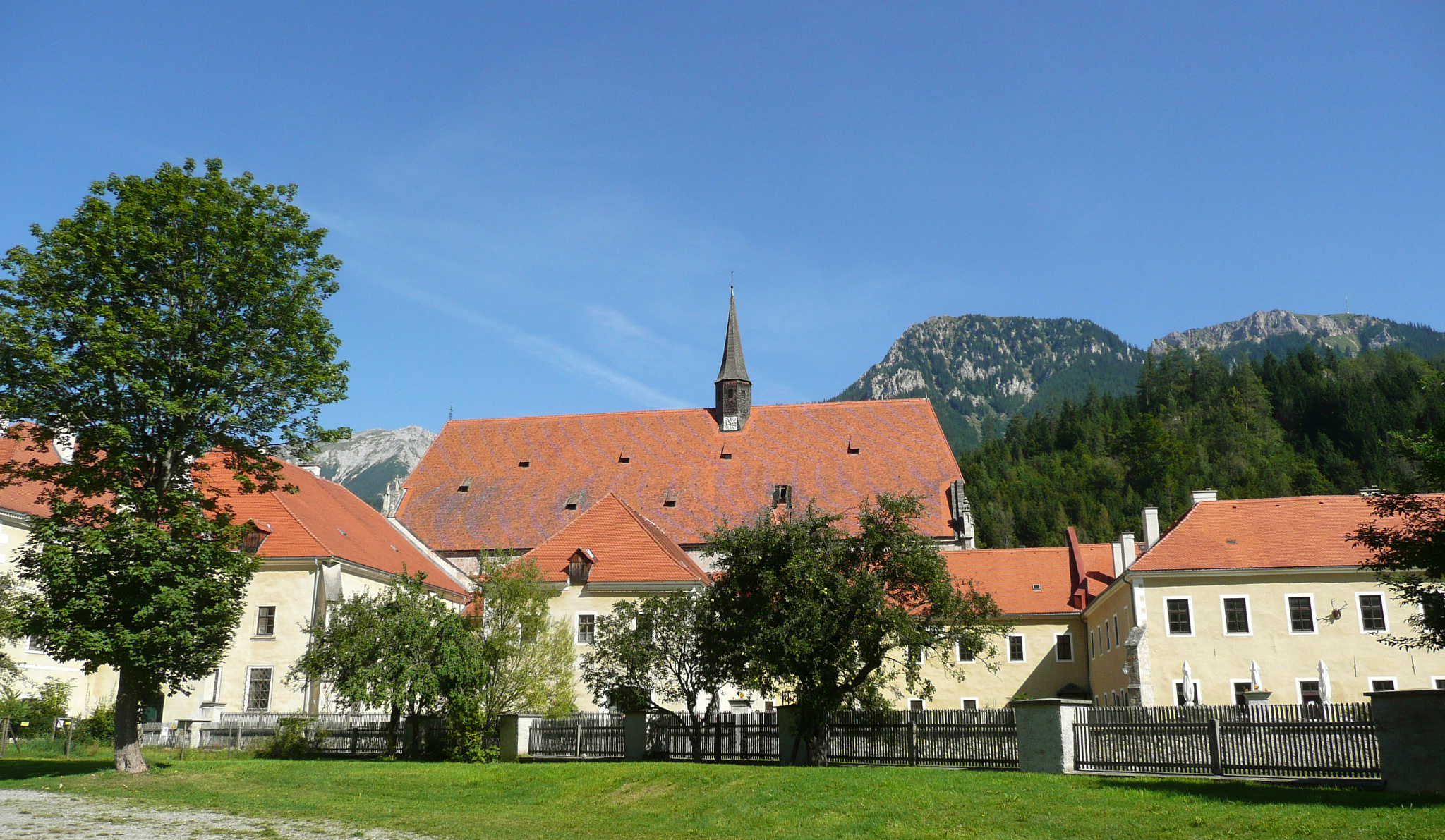
L'abbaye de côté
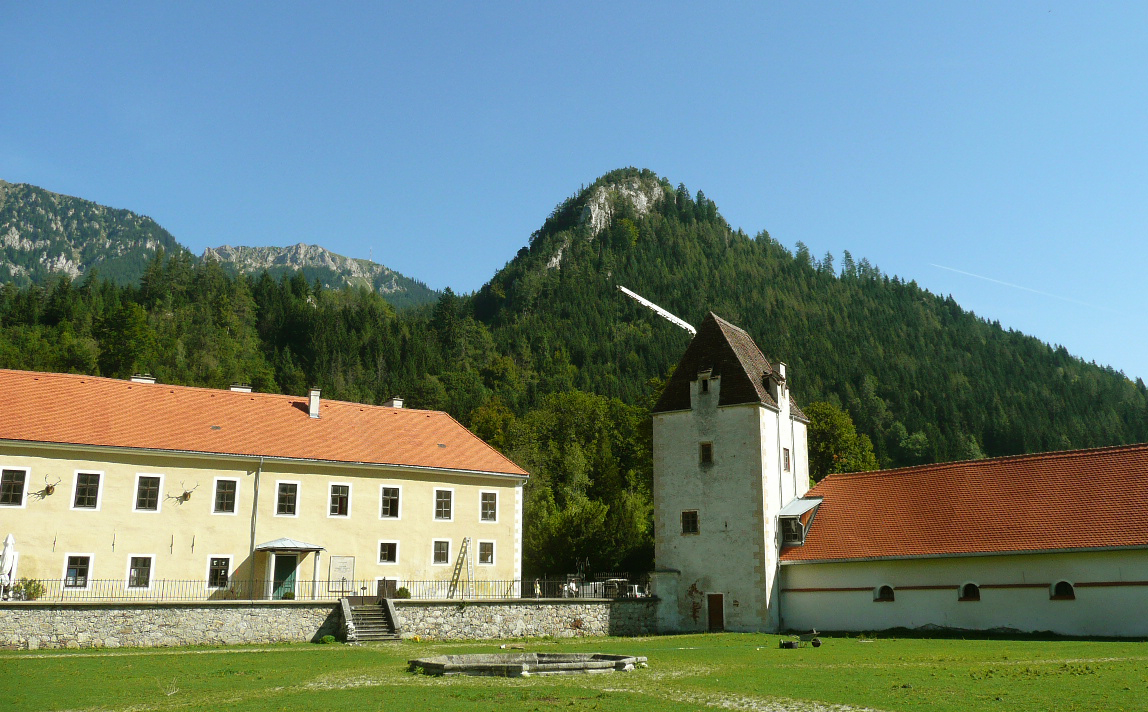
Ferme monument protégé ID9662
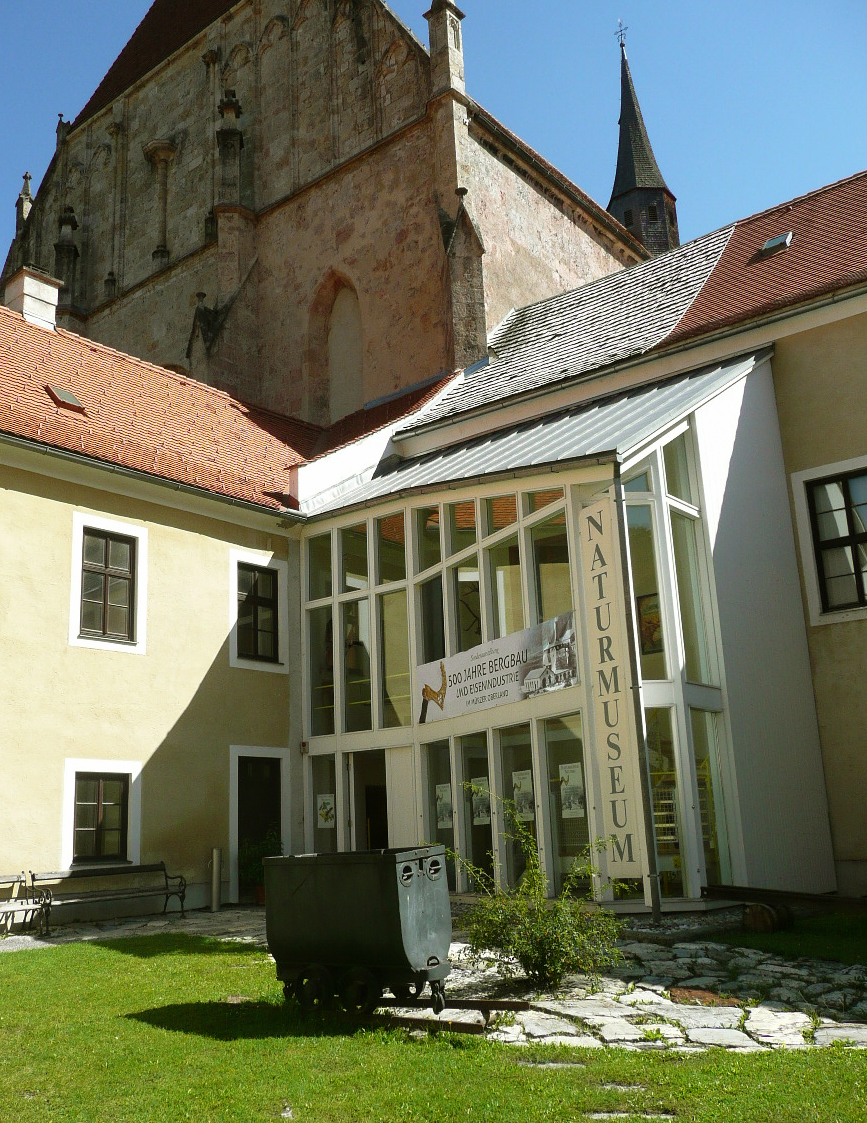
Le Musée de la nature adossé à l'église